# Давыдов, Вячеслав Викторович (1953)
Вячесла́в Ви́кторович Давы́дов (род. 7 апреля 1953, Захматабад, Ленинабадская область) — советский футболист, полузащитник, полузащитник.
В организованный футбол начал играть в 1968 году в группе подготовки при команде «Металлург» Ермак, тренер Геннадий Борисович Люблинский. В 1970 году играл за «Металлург» в четвёртом эшелоне советского футбола — классе «Б». В 1971 — начале 1972 выступал в первенстве КФК, после чего был отправлен проходить армейскую службу в учебный полк в Дзержинске, играл на первенство города.
В дальнейшем выступал за «Трактор» Павлодар (август 1975 — июнь 1979, 1981—1982, 1987), «Кайрат» Алма-Ата (июнь 1979—1980), «Экибастузец» Экибастуз (1983—1985), за команды мастеров сыграл 329 матчей, забил 8 мячей. В высшей лиге в 32 матчах забил один мяч.
В 1985—1986 годах работал в Павлодаре на химзаводе, в газоспасательной службе. 1987 год провёл в «Тракторе», после чего проработал на химзаводе 14 лет.